# Distretto di Santa Lucía (Ayacucho)
Il distretto di Santa Lucía è uno dei ventuno distretti della provincia di Lucanas, in Perù. Si trova nella regione di Ayacucho e si estende su una superficie di 1.019,14 chilometri quadrati.

Ha per capitale la città di Santa Lucía e nel censimento del 2005 contava 1.321 abitanti.